# Pomnik Wojciecha Korfantego w Siemianowicach Śląskich
Pomnik Wojciecha Korfantego w Siemianowicach Śląskich – monument wzniesiony w 1986 roku ze składek społeczeństwa u zbiegu ulicy Fryderyka Chopina i alei Sportowców w Siemianowicach Śląskich, na obszarze dzielnicy Centrum.
Monument przedstawia urodzonego 20 kwietnia na Sadzawkach (obecnie w granicach Siemianowic Śląskich) Wojciecha Korfantego. Budowę dofinansowały zakłady pracy oraz Urząd Miasta Siemianowice Śląskie. Inicjatorem budowy pomnika było Towarzystwo Przyjaciół Siemianowic, a autorem projektu artysta rzeźbiarz Mirosław Kiciński, do jego powstania przyczyniła się także nauczycielka Anna Szanecka. Koncepcje pomnika ulegały modyfikacjom wraz z jego realizacją. Ostatecznie zdecydowano się na formę wyłaniającej się z kamiennego bloku postaci, a sam blok tworzy jednocześnie cokół pomnika. Uroczyste odsłonięcie monumentu odbyło się 3 maja 1986 roku. 
Inskrypcja znajdująca się na cokole brzmi:

WOJCIECH KORFANTY / 1873-1939 / W 65 ROCZNICĘ WYBUCHU / III POWSTANIA ŚLĄSKIEGO. / WYBITNEMU SYNOWI ZIEMI / ŚLĄSKIEJ, KOMISARZOWI / PLEBISCYTOWEMU, PRZYWÓDCY / III POWSTANIA ŚLĄSKIEGO / OFIARUJĄ SIEMIANOWICZANIE.